# Žene u Indiji
Društveni status i prava žena u Indiji značajno su se mijenjali, premda je indijsko društvo ostalo patrijarhalno. Ženski feticid i spolno nasilje „gorući“ su problemi.

## Legislativa
Indijski zakoni koji se tiču zaštite žena:
- Bengal Sati Regulation
- Hindu Widows' Remarriage Act
- Female Infanticide Prevention Act
- Age of Consent Act

Indijski ustav zabranjuje diskriminaciju na temelju spola.

## Religija
Indijske religije ne diskriminiraju žene – svaka je osoba slobodna imati vlastitu duhovnost. Sveti tekst Devi Mahatmya slavi žensku moć, Šakti. Sekta šaktizam posvećena je Božici kao Vrhovnom Biću.
Za razliku od hinduizma, budizma, sikhizma i džainizma, islam ograničava određena ženska prava u Indiji.

## Znamenite Indijke
- Yasomati — kraljica (supruga)
- Rudrama Devi — vladarica
- Rani Rashmoni — filantrop
- Pratibha Patil
- Indira Gandhi — premijerka
- M. S. Subbulakshmi — pjevačica